# Starostowie powiatu zawierciańskiego
Starostowie powiatu zawierciańskiego – osoby pełniące funkcję starosty powiatu zawierciańskiego.
Powiat zawierciański został wydzielony z powiatu będzińskiego 1 stycznia 1927 roku, chociaż sama koncepcja wyodrębnienia powiatu sięga 1919 roku. Pierwszym starostą został działacz niepodległościowy Czesław Kowalski, a do momentu rozpoczęcia II wojny światowej identyczną funkcję pełniły jeszcze trzy osoby. W okresie wojny funkcję starostów pełnili landraci. Pierwszym powojennym starostą w styczniu 1945 roku został Stanisław Korusiewicz, który podjął prace nad organizacją administracji powiatowej. W marcu Korusiewicz zrezygnował z urzędu, a zastąpił go Marian Makieła. Od 1946 roku starostą był Tomasz Soczewica. Od 1950 roku funkcję starosty przejął przewodniczący Prezydium Powiatowej Rady Narodowej. Urząd ten pełnili m.in. Stanisław Karoń i Bolesław Szarek, który w latach 1973–1975 był naczelnikiem powiatu. Reforma administracyjna z 1999 roku przywróciła powiat zawierciański. Starostą został wówczas Leszek Wojdas.

## Lista starostów powiatu
| Imię i nazwisko              | Lata              | Uwagi                                                                                   | Źródło            |
| II Rzeczpospolita            | II Rzeczpospolita | II Rzeczpospolita                                                                       | II Rzeczpospolita |
| ---------------------------- | ----------------- | --------------------------------------------------------------------------------------- | ----------------- |
| Czesław Kowalski             | 1927–1930         |                                                                                         | [ 7 ]             |
| Stanisław Konopacki          | 1930–1934         |                                                                                         | [ 8 ]             |
| Tadeusz Wardejn-Zagórski     | 1934–1936         |                                                                                         | [ 9 ]             |
| Edward Trznadel              | 1937–1939         |                                                                                         | [ 10 ]            |
| III Rzesza                   |                   |                                                                                         |                   |
| Fritz Lehman                 | 1939              |                                                                                         | [ 11 ]            |
| Witte                        | 1939–1940         |                                                                                         | [ 11 ]            |
| Paul Hampel                  | 1940–1945         | w związku z powołaniem do wojska od 1943 roku jego przedstawicielem był Kurt Becker     | [ 11 ]            |
| Rzeczpospolita Polska        |                   |                                                                                         |                   |
| Stanisław Korusiewicz        | 1945              | ustąpił ze stanowiska 6 marca 1945 roku                                                 | [ 12 ]            |
| Marian Makieła               | 1945–1946         |                                                                                         | [ 13 ]            |
| Tomasz Soczewica             | 1946–1950         |                                                                                         | [ 14 ]            |
| Stefan Stańczyk              | 1950–1952         | przewodniczący Prezydium Powiatowej Rady Narodowej                                      | [ 15 ]            |
| Polska Rzeczpospolita Ludowa |                   |                                                                                         |                   |
| Franciszek Stępień           | 1952–1954         | przewodniczący Prezydium Powiatowej Rady Narodowej                                      | [ 15 ]            |
| Stanisław Karoń              | 1954–1966         | przewodniczący Prezydium Powiatowej Rady Narodowej                                      | [ 15 ]            |
| Bolesław Szarek              | 1966–1969         | przewodniczący Prezydium Powiatowej Rady Narodowej                                      | [ 15 ]            |
| Stefan Stańczyk              | 1969–1971         | przewodniczący Prezydium Powiatowej Rady Narodowej                                      | [ 15 ]            |
| Bolesław Szarek              | 1971–1975         | przewodniczący Prezydium Powiatowej Rady Narodowej w latach 1973–1975 naczelnik powiatu | [ 15 ]            |
| III Rzeczpospolita           |                   |                                                                                         |                   |
| Leszek Wojdas                | 1999–2006         |                                                                                         | [ 16 ]            |
| Ryszard Mach                 | 2006–2010         |                                                                                         | [ 17 ]            |
| Rafał Krupa                  | 2010–2014         |                                                                                         | [ 18 ]            |
| Krzysztof Wrona              | 2014–2018         |                                                                                         | [ 18 ]            |
| Gabriel Dors                 | 2018–2024         |                                                                                         | [ 19 ]            |
| Teresa Mucha-Popiel          | od 2024           |                                                                                         | [ 20 ]            |